# Lyngen (fjord)
Lyngen of de Lyngenfjord (Noors: Lyngenfjorden, Noord-Samisch: Ivgovuotna, Kveens: Yykeänvuono) is een fjord in de gemeenten Skjervøy, Nordreisa, Lyngen, Kåfjord en Storfjord in de provincie Troms og Finnmark in Noorwegen. De fjord is 82 kilometer lang en daarmee de langste in de provincie Troms. Hij strekt zich uit van het dorp Hatteng in Storfjord in het zuiden tot de eilanden van Skjervøy helemaal in het noorden. Het zuidelijkste deel van de fjord is ook bekend als de Storfjord (niet te verwarren met de veel grotere, gelijknamige fjord in het westen van het land).
Langs de westelijke oever van de fjord liggen de Lyngen-Alpen. De Europese weg E6 loopt langs de oostelijke oever. Aan de oostzijde takt zich de fjord Kåfjord af.

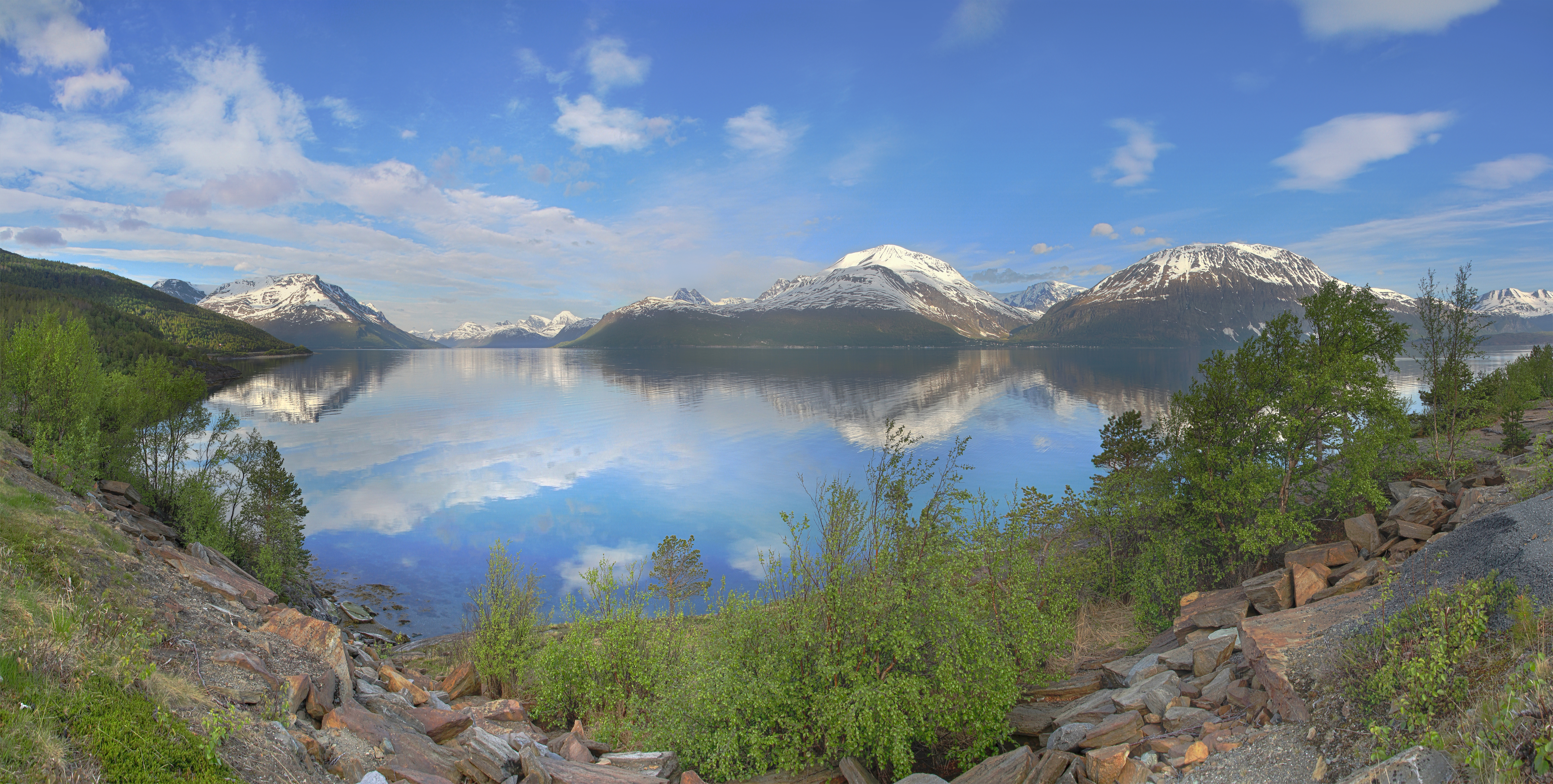
Zicht op de Lyngenfjord
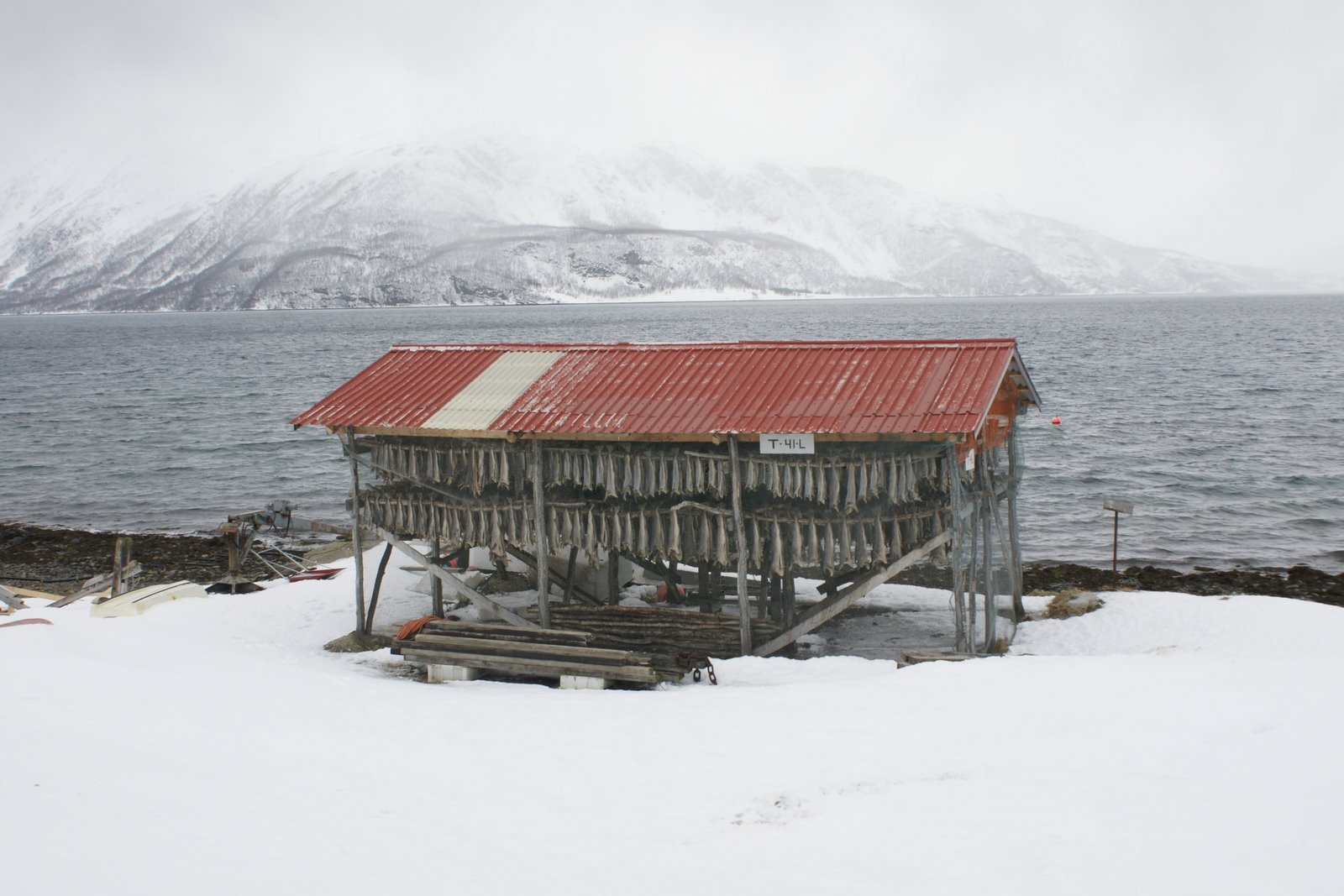
stokvis
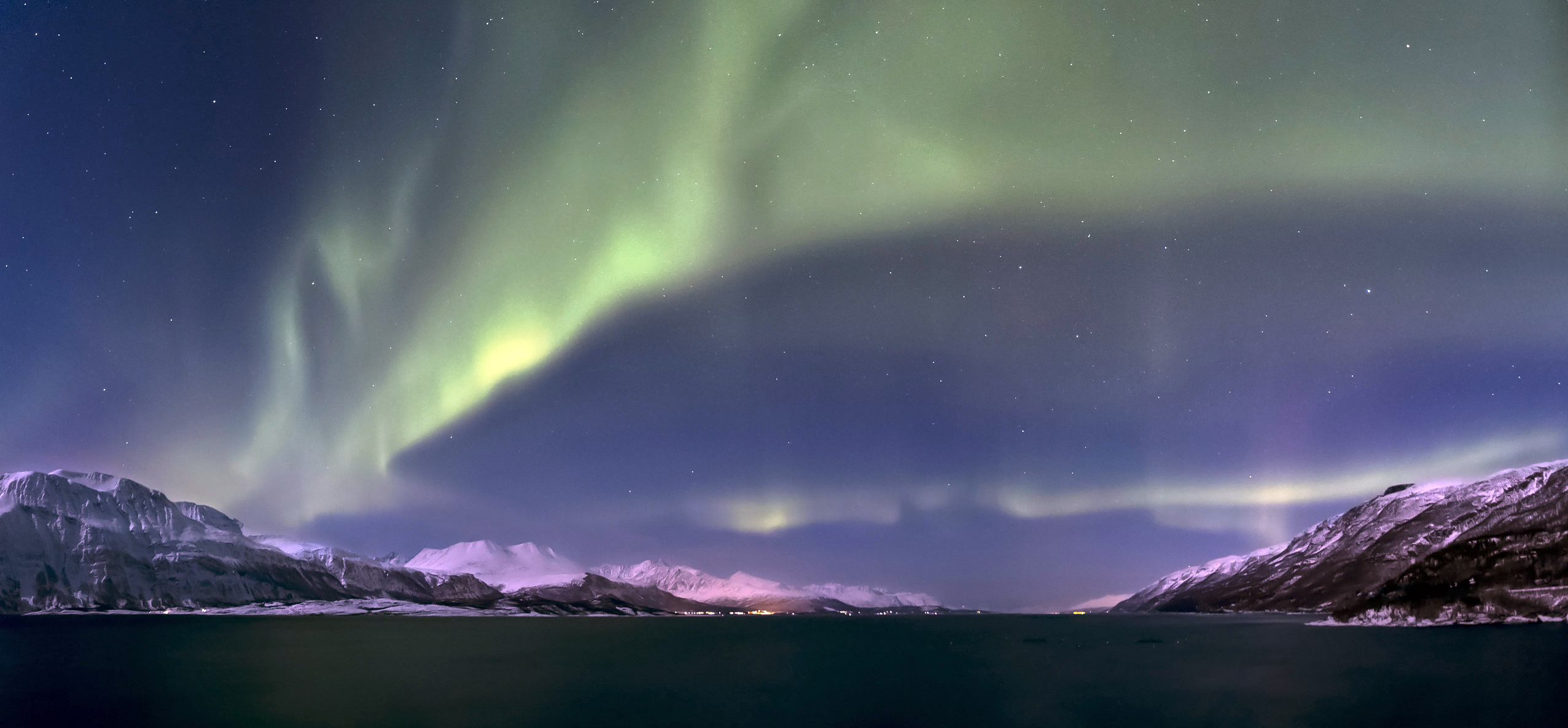
Zicht op de fjord onder noorderlicht
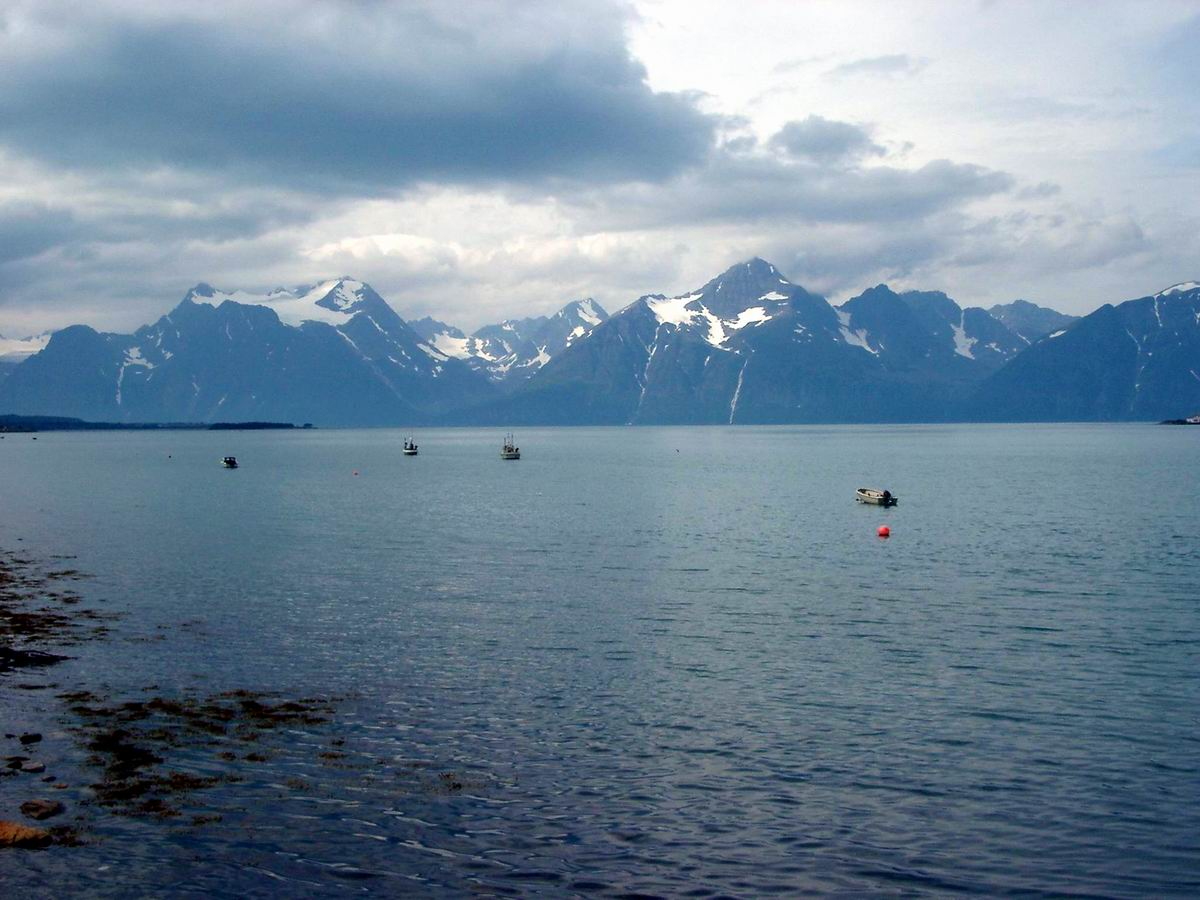
Gezien vanaf Rottsund, Nordreisa